# عبد اللطيف صلاح (سياسي)
عبد اللطيف مصلح صلاح (1882 – 8 نوفمبر 1952) سياسي وحقوقي فلسطيني، ولد في مدينة طولكرم الفلسطينية، وهو من رجالات الحركة الوطنية الفلسطينية، ومن أبرز الشخصيات الفلسطينية في القرن العشرين، ومؤسس كل من معهد الحقوق بدمشق وحزب الأهالي الفلسطيني وحزب الكتلة الوطنية ونقابة المحامين الأردنيين، وهو عضو في مجلس الأعيان الأردني.

## نشأته وتحصيله العلمي
ولد عبد اللطيف مصلح صلاح في مدينة طولكرم بالضفة الغربية عام 1882 في آوخر القرن التاسع عشر ميلادي، تلقى تعليمه في مدارس مدينته طولكرم، وأنهى دراسته الثانوية في المعهد السلطاني بالقدس، ثم التحق بكلية الحقوق في إسطنبول، وتخرج منها ليصبح محامٍ.

## مناصبه وحياته العملية
- رئيس ديوان مجلس المبعوثان العثماني.[8]

- عضو المؤتمر العربي الفلسطيني الأول الذي انعقد في القدس في يناير 1919.[9]

- مؤسس معهد الحقوق في دمشق، وأول رئيس له، حيث كلفه أمير المملكة العربية السورية فيصل الأول ورئيس وزرائه علي رضا الركابي، بتاريخ 25 سبتمبر 1919، بالعمل على تأسيس وافتتاح المعهد، وتولي منصب رئاسة المعهد.[10]

- تولى تدريس الحقوق في معهد الحقوق الفلسطيني.[11]
- عضو المجلس الإسلامي الفلسطيني الأعلى عام 1922.[9]

- مؤسس ورئيس حزب الأهالي الفلسطيني وذلك بتاريخ 1 أبريل 1925.[12]

- مؤسس ورئيس حزب الكتلة الوطنية بتاريخ 10 أبريل 1935.[13]

- عضو اللجنة العربية العليا والتي تأسست بتاريخ 25 أبريل 1936 وقد تكونت من تسعة شخصيات وطنية فلسطينية رئيسية.[14]

- عضو الوفد الفلسطيني في مؤتمر المائدة المستديرة بالعاصمة لندن عام 1939.[9]

- مؤسس نقابة المحامين الأردنيين عام 1950، وأول نقيب لها.[15]

- نقيب المحامين الأردنيين خلال الدورة الأولى للنقابة، وذلك منذ 25 نوفمبر 1950 وحتى 27 سبتمبر 1951.[16]

- نقيب المحامين الأردنيين خلال الدورة الثانية، وذلك منذ 28 سبتمبر 1951 وحتى 25 سبتمبر 1952.[16]

- استعانت به المملكة الأردنية في صياغة الأنظمة والقوانين المعمول بها في المملكة.[6]

- عضو مجلس الأعيان الأردني الثاني، منذ 20 أبريل 1950 وحتى 3 مايو 1951، وقد كان يتكون المجلس حينها من عشرين شخصية فقط،[17] وعضو مجلس الأمة الأردني لذات الفترة.[18]

- عضو مجلس الأعيان الأردني الثالث، منذ 1 سبتمبر 1951 وحتى 31 أكتوبر 1951، وتكون المجلس من تسعة عشر شخصية فقط،[19] وعضو مجلس الأمة الأردني لذات الفترة.[18]

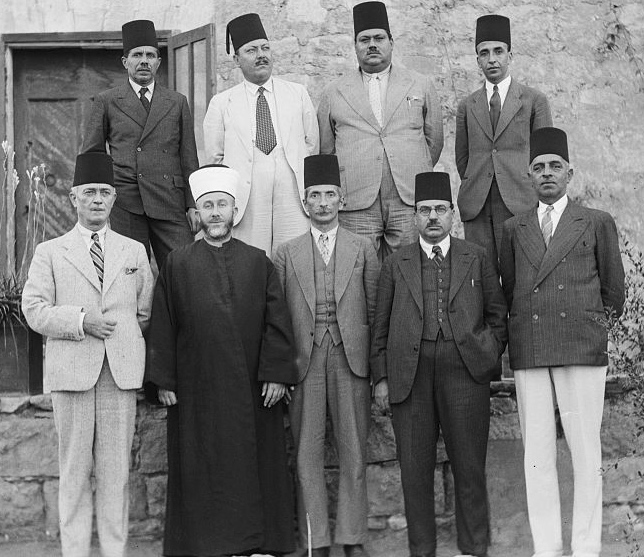
قادة اللجنة العربية العليا، 1936، الصف الأمامي الأول من يمين الصورة بالترتيب: ألفرد روك، عبد اللطيف صلاح، أحمد حلمي عبد الباقي، أمين الحسيني، راغب النشاشيبي.
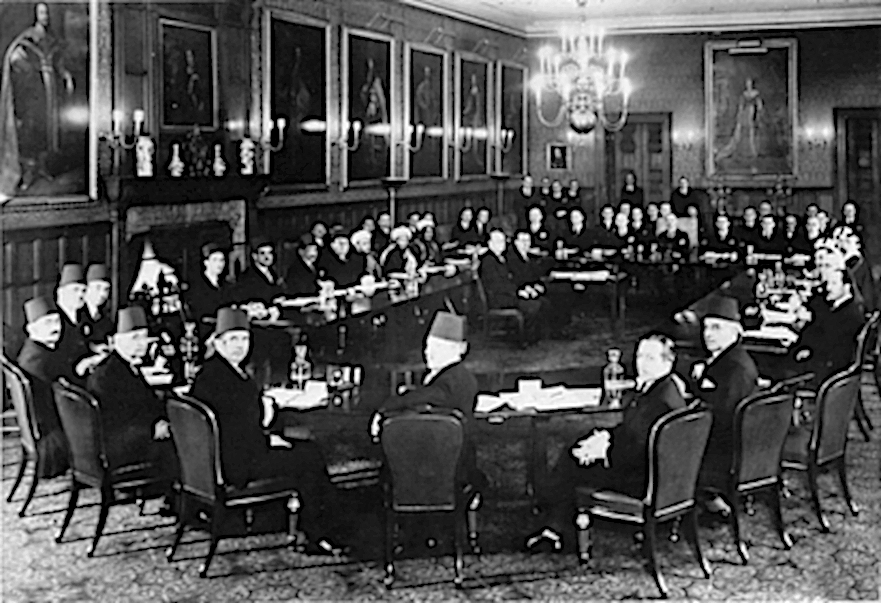
مؤتمر لندن، فبراير 1939، الوفد الفلسطيني وبينهم عبد اللطيف صلاح

## النقيب الأول
أسس عبد اللطيف صلاح نقابة المحامين الأردنيين عام 1950، وكان أول نقيب لها؛ حيث أصبح نقيبًا لأول دورتين للنقابة وذلك في الفترة الممتدة منذ 25 نوفمبر 1950 وحتى 25 سبتمبر 1952. يشار إلى أن نقابة المحامين الأردنيين كانت تعمل آنذاك في كل من فلسطين والأردن.

## مؤلفاته
ألف عبد اللطيف صلاح عدة كتب، منها كتاب «شرح قانون المحاكمات الحقوقية»، والذي أصدره عام 1924.

## حياته الشخصية
ابن أخيه هو السياسي والدبلوماسي عبد الله أمين مصلح صلاح، وابن أخيه أيضًا السياسي الفلسطيني «صلاح أمين مصلح صلاح» والذي كان رئيس بلدية طولكرم خلال فترة (1951-1957) وعضو في أول مجلس وطني فلسطيني.

## وفاته وتكريمه
توفي عبد اللطيف صلاح في العاصمة الأردنية عمان صباح يوم السبت الموافق 8 نوفمبر 1952، عن عمرٍ ناهز حوالي سبعين عامًا، وقد جرى نعيه من قبل مجموعة من الشخصيات الفلسطينية والأردنية كان منهم شفيق ارشيدات الذي نعاه قائلًا: "ننعى بمزيدٍ من الأسى والألم وفاة عبد اللطيف صلاح علم من الأعلام الوطنية والقانون في العالم العربي".
تخليدًا لعبد اللطيف صلاح فقد أطلق اسمه على أحد شوارع عمان، كما استحدثت نقابة المحامين الأردنيين «وسام عبد اللطيف صلاح» والذي يتم منحه للشخصيات الحقوقية البارزة.